# Magellania joubini
Magellania joubini is een soort in de taxonomische indeling van de armpotigen (Brachiopoda). 
Het dier behoort tot het geslacht Magellania en behoort tot de familie Terebratellidae. De wetenschappelijke naam van de soort werd voor het eerst geldig gepubliceerd in 1906 voor het eerst wetenschappelijk door Blochmann.